# 上腸間膜動脈症候群
上腸間膜動脈症候群（じょうちょうかんまくどうみゃくしょうこうぐん、英語: superior mesenteric artery syndrome; SMA症候群（英: SMA sydrome）と略記される）は、十二指腸水平脚の上腸間膜動脈に循環血流量減少の異常が生じ、食後の腹部膨満、嘔吐、腹痛を呈する疾患の総称である。
循環血流量減少は、急性胃拡張や大動脈（腹部大動脈瘤）や脊椎による圧迫や外科手術後（例えば、脊柱変形手術や下部消化管。）など様々な要因により生じる。腸間膜虚血症においては腸管粘膜が血流量減少の影響を受けると、完全梗塞するよりも前から粘膜バリアが障害される事となり組織壊疽が起こる。壊疽の結果、細菌や毒素の影響で敗血症性ショックに至り、多臓器不全により死亡する事が有る。

## 疫学
発生頻度は、一般人口の0.013 - 0.3%と推定され、10 - 39歳の比較的若年者に多く、腹腔内の容積が少ない、若い痩せた女性に多い傾向とされている。
上腸間膜動脈周囲の脂肪織の減少、急激な体重減少（低栄養、高度侵襲による異化亢進、神経性食欲不振症など）、長期臥床（背側への十二指腸圧迫）、腹側への十二指腸偏移、腸間膜の下方への牽引（手術操作や癒着）などの誘因が重なって発症するとされている。

## 症状
疼痛が典型的な症状で疼痛以外を認めないこともある。食事摂取により増強する上腹部痛、腹部膨満感、悪心、胆汁性嘔吐、などを認める。多くの場合慢性間欠的で、急性発症は稀である。前記症状は側臥位および腹臥位、胸膝位で軽快し、仰臥位で増悪する。慢性型ではるい痩、栄養障害が進行することがある。

## 検査
- 単純X線撮影・十二指腸造影

腹部立位単純X線写真では、拡張した胃と拡張した十二指腸によるdouble bubble をみとめることがある。
造影検査はこの疾患では重要な検査のひとつで、拡張した口側と圧迫され途絶した病変部をみとめる。
- 腹部超音波検査

鑑別疾患の除外とともに、食事内容により拡張した十二指腸口側と病変部の上腸間膜動脈を認める。また上腸間膜動脈の起始部が鋭角であることを確認できる。
- CT

腸管の狭窄部を明瞭に描出できる。また造影CTでは上腸間膜動脈を描出でき、さらに正確な診断が可能である。

## 治療
治療には保存的治療と手術療法がある。
保存的治療
急性期には絶飲食、胃管留置による胃・十二指腸の減圧、脱水・電解質異常の補正を行う。
慢性期には食事の少量分割摂食や食後に左側臥位や腹臥位、胸膝位をとるよう指導する（上腸間膜動脈分岐角を広げ食物の通過を促す）。
経口摂取が不十分な場合は中心静脈栄養や経腸栄養を行う。これらは、上腸間膜動脈周囲の脂肪織を増やし、上腸間膜動脈分岐角や距離を広げるために行う。
手術療養
保存的治療抵抗例や再燃を繰り返す場合、早期社会復帰を強く希望する場合には外科的手術が考慮される。手術術式としては、
1. 十二指腸水平脚の上腸間膜動脈からの圧迫を解除する方法（strong手術：Treitz靱帯の分割）、十二指腸水平脚授動術、十二指腸前方転位術、
2. バイパス手術（十二指腸空腸吻合術）、が挙げられる。

しかし、現在では良好な成績から十二指腸空腸吻合術が標準術式となっており、腹腔鏡下手術が増加している。